# Литуиты
Литуиты (лат. Lituites) — род вымерших головоногих моллюсков из семейства Lituitidae. Жили во времена ордовика — силура (468,1—423,0 млн лет назад). Впервые найдены в Скандинавии, позднее в Китае в провинции Хунань.

## Описание
У представителей рода последний оборот спирали несколько отделён и прямолинейно вытянут.

## Классификация
По данным сайта Paleobiology Database, на июль 2018 года в род включают 5 вымерших видов:
- Lituites angulatus Saemann, 1852
- Lituites imperfectum Wahlenberg, 1821
- Lituites kjerulfi Brogger, 1882
- Lituites lituus Montfort, 1808
- Lituites perfectus Wahlenberg, 1818